# خاندان تودو
خاندان تودو (به ژاپنی: 藤堂氏 Tōdō-shi) یکی از خاندان‌های ژاپنی بود.